# 匹見ワサビ
匹見ワサビ（ひきみワサビ）は、島根県益田市匹見町にて栽培されているワサビである。

## 概要
匹見でのワサビ栽培は文政元年（1818年）に始まり、昭和初期には島根県産の90%を占める年間300トンを産したとされる。その時期にはワサビ産地として「東の静岡、西の島根」と呼ばれるほどで、その中心が匹見であった。しかし1970年代以降の2度の水害、後継者問題や地球温暖化等から生産量が減少した。2000年代以降、移住者による復興が試みられている。2013年度の島根県のワサビ生産は、畑ワサビ70.2トン、水ワサビ4.3トンの合計74.5トンで全国第5位であるが、上位3県（静岡県867.6トン、長野県604.7トン、岩手県432.7トン）とは大きく差がある。この為、現在はかつての生産量との極端な差異から「幻の匹見ワサビ」と称されることもある。

## 匹見ワサビと気候
北海道を除く日本付近は亜熱帯高圧帯に属し、本来は砂漠になってもおかしくない緯度にありながら豊富な降雨に恵まれた世界的にも珍しい地帯である。その降雨は冬となれば雪となり、なかでも本州日本海側は世界で最も低緯度にある豪雪地帯とされている。匹見町はその豪雪地帯でも、最も低緯度（最西端）に位置する。積雪は越冬するワサビを霜の脅威から守ることができる。また、天然のダムとして機能しワサビを育む水を豊富に蓄える。さらに匹見町は島根県の西部に位置しており、年間を通じて日照時間が短く湿度が高い。日本固有種であるワサビは、もともと日本海側を中心とした分布をもつ植物であり、高温と強い日照を嫌い、多湿を好む。こういったワサビにとっての好条件が全て揃っていたため、日本人がワサビ栽培を始める遥か以前から匹見町にはワサビが豊富に自生し、身近なものとして存在し親しまれてきた。
気候的に、匹見町は現時点においてもワサビ栽培の適地であることには間違いないが、その将来は楽観できない。というのも、世界の平均気温は100年あたり約0.68度、日本は約1.15度の割合で上昇していると云われ、浜田市は約1.1度上昇しているからである。気温の上昇率が0.55℃/100mとされるので、これは同一品種における気温ベースの栽培適地が単純計算で100年間に200m高地へ移動したことになる。かつて、匹見町では標高の低い庭先でも一級品が収穫できたが戦後から徐々に水温が上がり、暖冬続きでワサビの病虫害が蔓延しはじめてきた。農家によってはその病虫害を避け、栽培適地を求めて高地に圃場を移動する等の工夫をしているが、この様な地球温暖化適応策はいつかは限界が来る。さらに日本海側では、これまで無い大きな規模の集中豪雨も頻発する様になった。ひとたび集中豪雨が来れば、ワサビが流され収穫できなくなることはもちろんワサビ田そのものに対しても壊滅的な被害を与えるからである。

## 水ワサビの栽培法・特徴
左側：関西風 / 型番 V-118
1. 具として、ゴボウ、サトイモ、ニンジン、厚揚げ、ナメコ、鶏肉を小さな角切りにする。
2. カツオ節と昆布のダシ、醤油、味醂で具を煮て、水溶き片栗粉でとろみをつける。
3. 椀に具と少しの煮汁を入れ、下ろしたワサビをのせる。
4. その上にご飯を盛って、セリの葉を飾り、出来上がり。

匹見の水ワサビは、水質日本一の清流高津川水系の澄んだ水と、渓流式と呼ばれるワサビ田で栽培される。静岡では畳石式、長野では平地式というワサビ田が大部分であり、これらは湧き水を水源とし、重機を使用し大規模な築田を行うことが多い。また、比較的アクセスが容易な場所に位置している。一方、渓流式は、主に渓流を水源とし、山奥の渓流沿いに自然の地形を最大限に活かし、専ら人力で小規模に築田される。また、アクセスが容易な場所になく、一般に登山上級レベルの健脚が求められることが少なくない。
匹見の水ワサビ栽培における特徴は、ゆっくりと成長することである。これは、限りなく自然に近い環境である「渓流式」と呼ばれる栽培方法による。湧き水（地下水）の水温は年間を通してほぼ一定なのに対して、渓流の水は常に外気に晒されており、その水温は外気に影響されやすい。そのために、渓流式は四季の移り変わりごとに、水温も著しく変化する。一方でワサビの生育水温は8 - 18.6℃（適温12 - 13℃）と狭く、それよりも高くても低くても成長が止まる。したがって、渓流式による水ワサビは、常に成長を続けることはなく、年輪の様にはっきりと成長と休息を繰り返す。
水ワサビ根茎の食味・外観に関する特徴として、以下3点がある。
1. 清冽な辛みの後、穏やかな甘みが広がる
2. 香りと粘りがある
3. おろし色は緑色が薄い（在来種は黄色や白が多い）

この甘みについて、元・ホテルオークラ和食総料理長の星則光は、次の様な分析をしている。「匹見のワサビは、ただツンと辛いだけでなく、辛みの中に甘みがある。それは多分、雪の中にあるからだと思う。ほら近年は、雪の中に保存しておいた大根がおいしいといわれるようになってきたでしょう。あれですよ。」。
粘りは、すりおろし後の辛味・香味成分の発散を防ぎ、品質を長く持続させる効果があるとされる。同時に、ネタとシャリを馴染ませる役割も強くなる。例えば、数の子やアワビなど水っ気が強く硬いネタでは、容易にシャリから滑ってしまうが、ワサビを使えば、滑り落ちにくくなる。粘りがあればなおさらだ。
おろし色について、東京では緑の濃い静岡産ワサビが好まれるのに対して、京阪神地方では緑の薄い島根産が好まれる。加工ワサビ最大手の金印社は、業務用粉ワサビについて発色の異なる2種類を製造販売、関西風と関東風があり関西風は発色を抑えているとされる。

## 畑ワサビの栽培法・特徴
主に広葉樹が育つ山林の傾斜地で栽培される。広葉樹は夏の強い日光を遮り、冬は落葉し弱い日光を遮ることがなく、生育に適する日当りを自然に調整する。畑は標高250mから1100mまで様々であり、中にはその標高差による生育の違いを利用して、繁忙期をずらすなどの工夫をする農家もいる。

## 品種
水ワサビ、畑ワサビとともに、「島根3号」系が多く栽培されている。島根3号は1942年（昭和17年）、日原町（現・津和野町日原）の篤農、田中健次郎の協力のもと、島根県農業試験場の横木国臣博士が開発した。ワサビ栽培に致命的な被害を与える腐敗病に対して発見された唯一の耐病性優良品種で、島根県ワサビ産業の危機を救ったといわれている。
水ワサビ専用としては、匹見在来種のほか、在来種を選抜した「大神」などがある。一方畑ワサビ専用としては、2002年（平成14年）に開発された「みさわ」という品種も利用される。
尚、在来種は以下の理由により、少量しか生産されていない

- 病気に弱く栽培が難しい。
- 収穫した際の重量が島根3号の半分程度である。
- 緑色が濃いワサビが好まれるように市場が変化した。
- 舌の肥えた板前が減ってしまい、味が重要視されなくなってきた。

## 加工品
水ワサビの加工品として、無添加のワサビペーストや自然薯にワサビを混ぜたペースト、ソーセージなどがある。
畑ワサビは、主に練りわさびの原料に使用される。また、醤油漬、酒粕漬、味噌漬等の漬物をはじめ、アイスクリームやプリンにも使用される。特に醤油漬は、食感の良いワサビの新芽（地方名＝ガニ芽）部分を中心に利用される。

## 流通
匹見ワサビは、通称「野市」と呼ばれる一般の民間業者を経由して流通することがある。また、農協を経由して大阪や京都市場に出荷されることもあり、その際は「島根わさび」として流通する。この島根わさびには以下県内複数の産地が含まれるが、そのいずれもゆっくり育てられており、品質は匹見ワサビと同様粘りが強く、辛さの中にほのかな甘味があるとされている

。
- 柿木村（吉賀町）　安蔵寺山／高津川水系
- 金城（浜田市）　　大佐山系
- 三瓶（大田市）　　三瓶山系
- 日原（津和野町）　安蔵寺山／高津川水系

## 匹見ワサビと文化
山葵天狗社（やまあおいてんぐしゃ）
ワサビの豊作を祈る全国唯一のワサビ神社。匹見ワサビ発祥の地とされる匹見町三葛地区、大神ヶ岳(1170m)の中腹にあり、この山に伝わる鴉天狗（からすてんぐ）と天狗の団扇を刻んだご神体が収められている。
ワサビ神楽
伝統芸能である石見神楽（いわみかぐら）に、ワサビの豊作を祈願した新作神楽が地元の人たちによって奉納されている。西田保が木彫の面を製作し、石見神楽や民族研究をしている渡辺友千代が台詞を、会員全員がワサビ作りをしている三葛神楽保持者会が舞の振付を創作した。神楽の題は、ワサビ神社の正式名称に因んで「山葵天狗」、1983年6月5日同神社に初奉納され、それ以降も奉納が継承されている。内容は、神社のご御神体の天狗が、病虫害に苦しんでいる農民のために病虫害を退治するというものであり、島根県の無形民俗文化財の指定を受けている三葛神楽保持者会によって舞われる。同神楽独特の六調子にて舞われ、伝承のものに負けない迫力があるとされる。
うずめ飯
匹見町をはじめとする旧津和野藩には、ワサビを使用する料理が、既に中世には存在しており、なかでも「うずめ飯」は、宮内庁が実施した全国郷土料理調査によって選定された「日本五大名飯（めいはん）」の一つにもなっている。
この料理は一見すると丼に白いごはんがよそってあるだけのように見えるのだが、箸でごはん粒をかきわけると、鶏肉や里芋、ごぼう、にんじん、なめこなどが煮汁とともにごはんの下に“うずまっている”。そのことから「うずめ飯」と呼ぶようになったとされる。匹見では、法事や祭り、正月など、来客の時のご馳走として食されたとされる。その由来には、以下3つの説がある。
1. ワサビは少し町へ持っていけば、ひと月は生活できるほど、いい収入源になった。高価なわさびをごはんの上に乗せて出すと、外から来た客が遠慮してしまうから、ご飯の下に隠した。
2. 粗末な野菜ばかりで恥ずかしいから、ごはんで隠して伏目がちに差し出した。
3. 昔は山鳥の肉などをたんぱく源にしていたが、生類憐れみの令が出された元禄の頃、おとがめを受けるといけないので隠すようになった。

内容は家庭によって店舗によって様々であるが、「ワサビが入った汁かけご飯」という条件だけは共通している。地元の飲食店等で提供されている他、現役で使用中の滑走路を走行し、100km走って信号が無いというコース設定の自転車レース「益田I・NA・KAライド」のエイドステーションでも提供されている。
「食」ブームを巻き起こし、アニメ化や実写映画化されたコミック『美味しんぼ』で紹介された。

## 栽培に対する取り組み
衰退したワサビ栽培の復活に向け、以下のような施設や施策が導入されている。
わさびバイオセンター
ワサビの優良品種の苗を生産する施設で、島根県立益田産業高等学校匹見分校跡地にある。空調の行き届いた研究所、雑菌をシャットアウトするための機材と器具が設置された増殖室が整備されている。
わさびカレッジひきみ
農業や農村生活に関心をもってもらい、新規就農者を開拓して、住民の定住化につなげようと行政が企画・主催した取組である。町内のワサビ農家による指導などを通じて、受講者の一部は就農、定住した。
わさび体験学習
2015年より匹見地区の子供は、次世代の農家育成や地域文化継承の一環として、「わさび体験学習」を行っている。匹見上地区振興センター、わさび生産者組合、教育機関の三者が協力し、保育所1年、小学校6年、中学校3年の計10年間をかけ、以下の様な体験を実施している。
- ワサビ谷の散歩（園児対象）
- 栽培（種採取、種まき、泥の洗い流し、苗の植え付け等）
- ワサビ加工場の見学
- ワサビ加工品の商品開発
- ワサビを紹介する新聞製作
- ワサビの販売
- ワサビを育む自然環境の学習
- ワサビ田周りの森林の間伐

以上の試みは2017年、ワサビの栽培体験を含むふるさと教育が高く評価され、匹見小学校が全国最高の「国土緑化推進理事長賞」を受賞した。

## マスコットキャラクター
益田市では、定住対策事業の宣伝用に、ワサビをモチーフとしたマスコットキャラクター「わさまる」が2011年に発案された。